# Secretaría de Marina (México)
La Secretaría de Marina (SEMAR) es una de las veintiún secretarías de Estado que, junto con la Consejería Jurídica del Ejecutivo Federal y la Agencia de Transformación Digital y Telecomunicaciones, conforman el gabinete legal del presidente de México. A la par de la Secretaría de la Defensa Nacional es el despacho del poder ejecutivo federal con funciones de ministerio de Defensa. Es la encargada de diseñar, planear, ejecutar y coordinar las políticas públicas relacionadas con la rama de las Fuerzas armadas que administra: la Armada de México.
Lo anterior incluye, adiestrar, programar y proyectar todas las acciones vinculadas al eventual uso del personal naval para sus principales tareas (defensa del territorio y soberanía nacional, garantizar la seguridad interior e instrumentar el Plan Marina en caso de desastres); vigilar e inspeccionar el cumplimiento de las leyes mexicanas y el Derecho marítimo internacional en el mar territorial y la zona económica exclusiva; dirigir a la armada en caso de guerra; administrar las relaciones y derechos laborales del personal civil y naval que trabajen para ella; la seguridad marítima en cuanto a salvamento, búsqueda y rescate se trate; dirigir la industria naval del país; construir, conservar y disponer de toda la infraestructura naval requerida para el cumplimiento de sus obligaciones, incluyendo el asesoramiento para las vías de comunicación civil que tengan un eventual uso para la defensa; asesorar a otras secretarías cuando, en el ejercicio de sus funciones, este de por medio la seguridad nacional; dirigir los sistemas navales de educación y salud; administrar el sistema de justicia naval; comandar la guardia costera; supervisar y salvaguardar las embarcaciones mercantes y de pasajeros; fomentar e instrumentar trabajos de desarrollo científico o tecnológico vinculados al mar; y vigilar la conservación de las áreas naturales protegidas.
Con el nombre de Secretaría de Estado y del Despacho de Guerra y Marina, fue fundada el 8 de noviembre de 1821. Fue hasta 1944 que adquirió su actual nombre, cuando la Secretaría de la Defensa dejó de encargarse de la Armada de México, y el Departamento de Marina fuera separado de su organigrama para ser elevado a Secretaría de Marina.

## Funciones
Según la Ley Orgánica de la Administración Pública Federal en su  Artículo 30 le corresponde el despacho de las siguientes funciones:

- I.- Organizar, administrar y preparar la Armada;
- II.- Manejar el activo y las reservas de la Armada en todos sus aspectos;
- III.- Conceder licencias y retiros, e intervenir en las pensiones de los miembros de la Armada;
- IV.- Ejercer:
  - a. La soberanía en el mar territorial, su espacio aéreo y costas del territorio;
  - b. Vigilancia, visita, inspección u otras acciones previstas en las disposiciones jurídicas aplicables en las zonas marinas mexicanas, costas y recintos portuarios, sin perjuicio de las atribuciones que correspondan a otras dependencias. Cuando en ejercicio de estas funciones, se presente la posible comisión de un hecho que la ley señale como delito, se pondrá a disposición ante la autoridad competente a las personas, objetos, instrumentos y productos relacionados al mismo, y
  - c. Las medidas y competencias que le otorguen los ordenamientos legales y los instrumentos internacionales de los que México sea parte, en la Zona Contigua y en la Zona Económica Exclusiva.

- V.- Ejercer la Autoridad Marítima Nacional en las zonas marinas mexicanas, costas, puertos, recintos portuarios, terminales, marinas e instalaciones portuarias nacionales; así como, en su caso, aguas nacionales donde se realicen actividades de su competencia, en las materias siguientes:
  - a) Cumplimiento del orden jurídico nacional en las materias de su competencia;
  - b) Seguridad marítima, salvamento en caso de accidentes o incidentes de embarcaciones y búsqueda y rescate para salvaguardar la vida humana en la mar y el control de tráfico marítimo;
  - c) Prevención de la contaminación marina originada por embarcaciones o artefactos navales, así como el vertimiento de desechos y otras materias al mar distintas al de aguas residuales, y
  - d) Protección marítima y portuaria, en los términos que fijan los tratados internacionales de los que el Estado mexicano es parte y la normatividad nacional en la materia, sin perjuicio de las atribuciones que correspondan a otras dependencias de la Administración Pública Federal;

- V Bis.- Regular las comunicaciones y transportes por agua, así como formular y conducir las políticas y programas para su desarrollo, de acuerdo a las necesidades del país;
- VI.- Dirigir la educación naval militar y la educación náutica mercante;
- VI Bis.- Regular, promover y organizar a la marina mercante, así como establecer los requisitos que deba satisfacer el personal técnico de la marina mercante y conceder las licencias y autorizaciones respectivas;
- VII.- Mantener el estado de derecho en las zonas marinas mexicanas, costas y recintos portuarios, ejerciendo funciones de guardia costera a través de la Armada;
- VII Bis.- Establecer y dirigir el Servicio de Búsqueda y Rescate para la salvaguarda de la vida humana en la mar;
- VII Ter.- Regular, vigilar la seguridad de la navegación y la vida humana en el mar y supervisar a la marina mercante;
- VII Quáter.- Administrar y operar el señalamiento marítimo, así como proporcionar los servicios de información y seguridad para la navegación marítima;
- VIII.- Inspeccionar los servicios de la Armada;
- IX. Construir, reconstruir y conservar las obras portuarias que requiera la Armada y la Secretaría de Marina, así como las obras marítimas, portuarias y de dragado que requiera el país y, en su caso, autorizarlas cuando sobrepasen sus capacidades técnicas y operativas así como aquellas que requiera el interés nacional en áreas estratégicas y prioritarias vinculadas al desarrollo marítimo;
- X.- Establecer y administrar los almacenes y estaciones de combustibles y lubricantes de la Armada;
- XI.- Ejecutar los trabajos hidrográficos de las costas, islas, puertos y vías navegables, así como organizar el archivo de cartas marítimas y las estadísticas relativas;
- XII.- Intervenir en el otorgamiento de permisos para expediciones o exploraciones científicas, extranjeras o internacionales en aguas nacionales;
- XII Bis. Adjudicar y otorgar contratos, concesiones y permisos para el establecimiento y explotación de servicios relacionados con las comunicaciones y transportes por agua con embarcaciones o artefactos navales;
- XII Ter. Coordinar la implementación de las acciones necesarias con las demás dependencias de la Administración Pública Federal, para el cumplimiento de las disposiciones nacionales e internacionales en materia marítima, en el ámbito de su competencia;
- XIII.- Intervenir en la administración de la justicia militar;
- XIV.- Construir, mantener y operar astilleros, diques, varaderos, dragas, unidades y establecimientos navales y aeronavales, para el cumplimiento de la misión de la Armada de México, así como prestar servicios en el ámbito de su competencia que coadyuven al desarrollo marítimo nacional, de conformidad con las disposiciones aplicables y en concordancia con las políticas y programas que para dicho desarrollo determine la Secretaría de Infraestructura, Comunicaciones y Transportes y las demás dependencias que tengan relación con el mismo;
- XIV Bis. Coordinar en los puertos marítimos y fluviales las actividades y servicios marítimos y portuarios, los medios de transporte que operen en ellos y los servicios principales, auxiliares y conexos de las vías generales de comunicación para su eficiente operación y funcionamiento;
- XIV Ter. Administrar los puertos centralizados y coordinar los de la administración paraestatal, y otorgar concesiones y permisos para la ocupación de las zonas federales dentro de los recintos portuarios;
- XIV Quáter. Fijar las normas técnicas del funcionamiento y operación de los servicios públicos de comunicaciones y transportes por agua y las tarifas para el cobro de los mismos; otorgar concesiones y permisos, y fijar las tarifas y reglas de aplicación de todas las maniobras y servicios marítimos, portuarios, auxiliares y conexos relacionados con las comunicaciones y transportes por agua; así como participar con la Secretaría de Hacienda y Crédito Público en el establecimiento de las tarifas de los servicios que presta la Administración Pública Federal de comunicaciones y transportes por agua;
- XV.- Emitir opinión con fines de seguridad nacional en los proyectos de construcción de toda clase de vías generales de comunicación por agua y sus partes, relacionados con la ingeniería portuaria marítima y señalamiento marino;
- XVI.- Organizar y prestar los servicios de sanidad naval;
- XVII.- Programar, fomentar, desarrollar y ejecutar, sin perjuicio de las atribuciones que correspondan a otras dependencias, los trabajos de investigación científica y tecnológica en las ciencias marítimas, creando los institutos de investigación necesarios;
- XVIII.- Integrar el archivo de información oceanográfica nacional, y
- XIX.- Celebrar acuerdos en el ámbito de su competencia con otras dependencias e instituciones nacionales o extranjeras, en los términos de los tratados internacionales y conforme a la legislación vigente;
- XX.- Ejercer acciones para llevar a cabo la defensa y seguridad nacionales en el ámbito de su responsabilidad, en términos de las disposiciones jurídicas aplicables;
- XXI.- Participar y llevar a cabo las acciones que le corresponden dentro del marco del sistema nacional de protección civil para la prevención, auxilio, recuperación y apoyo a la población en situaciones de desastre;
- XXII.- Adquirir, diseñar y fabricar armamento, municiones, vestuario, y toda clase de medios navales e ingenios materiales, así como intervenir en la importación y exportación de éstos, cuando, sean de uso exclusivo de la Secretaría de Marina-Armada de México;
- XXIII.- Prestar los servicios auxiliares que requiera la Armada, así como los servicios de apoyo a otras dependencias federales, de las entidades federativas y de los municipios que lo soliciten o cuando así lo señale el titular del Ejecutivo Federal;
- XXIV.- Intervenir, en el ámbito de su responsabilidad, en la protección y conservación del medio ambiente marino sin perjuicio de las atribuciones que correspondan a otras dependencias;
- XXV.- Inspeccionar, patrullar y llevar a cabo labores de reconocimiento y vigilancia para preservar, las Áreas Naturales Protegidas, en coordinación con las autoridades competentes y de conformidad con las disposiciones aplicables, y
- XXVI.- Las demás que le atribuyan expresamente las leyes y reglamentos

## Organigrama
Para llevar a cabo dichas funciones la Secretaría de Marina cuenta con las siguientes órganos administrativos:

### Oficina del Secretario de Marina
- Inspección y Contraloría General de Marina
- Junta Naval
- Junta de Almirantes
- Estado Mayor General de la Armada
- Unidad Jurídica
- Unidad de Promoción y Protección de los Derechos Humanos
- Cuartel General del Alto Mando
- Unidad de Operaciones Especiales de la Armada de México
- Unidad de Inteligencia Naval
- Unidad de Policía Naval
- Unidad de Investigación y Desarrollo Tecnológico
- Unidad de Capitanías de Puerto y Asuntos Marítimos
- Fuerzas Navales
  - Regiones navales
    - Zonas navales
      - Sectores navales

### Subsecretaría de Marina
- Dirección General de Construcciones Navales
- Dirección General de Servicios Generales e Hidrográficos

### Coordinación General de Puertos y Marina Mercante
- Dirección General de Puertos
- Dirección General de Marina Mercante
- Dirección General de Fomento y Administración Portuaria

### Oficialía Mayor
- Dirección General de Recursos Humanos
- Dirección General de Administración y Finanzas
- Universidad Naval

### Órganos desconcentrados y entidades
- Grupo Aeroportuario de la Ciudad de México

## Sistema Educativo Naval
El Sistema Educativo Naval es el conjunto de instituciones académicas, formativas y de especialización administradas por la Armada. Tiene como propósito la divulgación, formación y aplicación de las ciencias y las artes en al ámbito naval; especialmente para satisfacer las necesidades de las unidades de servicio (ingenieros, sanidad, etc.) ajenas al campo formativo enteramente de la técnica y táctica de la armada. 
Este sistema es dirigido y accionado por la Secretaría de la Marina a través de la Rectoría de la Universidad del Naval, lo constituyen colegios, escuelas, centros de estudio y diversos cursos de aplicación, capacitación y perfeccionamiento.
Universidad Naval
- Escuela de Ingeniería en Sistemas Navales.
- Escuela de Ingeniería en Sistemas Aeronavales.
- Escuela de Ingeniería en Hidrografía.

Escuelas de Formación de Oficiales:
- Heroica Escuela Naval Militar;
- Escuela de Intendencia Naval;
- Escuela de Maquinaria Naval;
- Escuela de Electrónica Naval;

Polígonos Académicos:
- Centro de Estudios Navales en Ciencias de la Salud.
  - Escuela Médico Naval.
  - Escuela de Enfermería Naval.
  - Escuela de Posgrados en Sanidad Naval.
- Centro de Estudios Aeronavales.
  - Escuela de Aviación Naval.
  - Escuela de Mecánica de Aviación Naval.
  - Centro de Capacitación y Entrenamiento para Tripulaciones de Vuelo.
  - Centro de Capacitación Integral para Supervivencia en la Mar.
- Centro de Formación y Capacitación de la Armada de México.
  - Escuela de Intendencia Naval.
  - Escuela de Electrónica Naval.
  - Escuela de Escala de Mar.

Escuelas de Posgrado:
- Centro de Estudios Superiores Navales.
- Escuela de Posgrados en Sanidad Naval.

Institutos de Investigación
- Instituto de Investigaciones Estratégicas de la Armada de México.
- Instituto de Investigaciones en Ciencias de la Salud de la SEMAR.
- Instituto Oceanográfico del Golfo y el Mar Caribe.
- Instituto Oceanográfico del Pacífico.

Centros de Capacitación
- Centro de Capacitación y Adiestramiento Especializado de la Infantería de Marina.
- Centro de Capacitación para el Sistema de Mando y Control.
- Centro de Capacitación y Adiestramiento de Vela.

## Logotipos

Logotipo utilizado durante la presidencia de Felipe Calderón (2006-2012)
Logotipo utilizado durante la presidencia de Enrique Peña Nieto (2012-2018)
Logo actual durante la presidencia de Andrés Manuel López Obrador (2018-2024)